# PT Indosat Tbk
PT Indosat Tbk, cuyo Nombre comercial es Indosat Ooredoo Hutchison (abreviado IOH), es una empresa de telecomunicaciones con sede en Indonesia la cual  es propiedad de Ooredoo Hutchison Asia, una empresa conjunta entre Ooredoo y Hutchison Asia Telecom Group (una parte de CK Hutchison Holdings ) desde 2022.  La empresa ofrece servicios telefonicos alambricos y, en menor medida, líneas de Internet de banda ancha para hogares.
Indosat opera sus servicios inalámbricos bajo dos marcas: IM3 y Three (3). Estas marcas manejan dos formas de pago distintas (prepago y pospago) así como por sus precios. Indosat también ofrece otros servicios como IDD (Marcación directa internacional) , telecomunicaciones fijas y multimedia. 
En febrero de 2013, Qtel (hoy Ooredoo), el principal accionista de Indosat, cambió su nombre a Ooredoo. 
No solo Indosat cambio de nombre a Ooredo, otras filiales en varios países también lo hicieron. Como tal, Indosat pasó a llamarse Indosat Ooredoo el 19 de noviembre de 2015. 
 En el cuarto trimestre de 2018, Indosat contaba con 58 millones de suscriptores. Lo cual representó una disminución con respecto a 2017, cuando se reportó una cifra de 110 millones. La cuota de mercado fue del 16,5%, lo que la convierte en el segundo mayor operador de redes móviles de Indonesia.
| Banda | Frecuencia                                                              | Ancho de frecuencia      | Protocolo          | Notas |
| ----- | ----------------------------------------------------------------------- | ------------------------ | ------------------ | ----- |
| 8     | 900 MHz                                                                 | 2*10 MHz                 | EDGE / LTE / LTE-A |       |
| 3     | 1800 ,MHz (1732,5~1742,5, 1827,5~1837,5) (1742,5~1762,5, 1837,5~1857,5) | 2*10 megahercio 2*20 MHz | EDGE / LTE / LTE-A |       |
| 1     | 2100 MHz (1920~1935, 2110~2125) (1935~1945, 2125~2135)                  | 2*15 MHz 2*10 megahercio | LTE / LTE-A        |       |

## Historia

### 1967
En 1967 Indosat se estableció como la primera compañía en brindar servicios de telecomunicaciones internacionales por medio de un satélite internacional. Fue propiedad del conglomerado estadounidense ITT (a través de su filial American Cable and Radio Corporation ) hasta 1980.

### 1980

Logo entre 1984 y 2003

Indosat se expandió y se convirtió a ser la primera empresa internacional que fue adquirida, además pasó a ser 100% propiedad del Gobierno de Indonesia.

### 1994–2003
Indosat compró las empresas de Satelindo y SLI a través de una mayoría accionaria. Además de establecerse con otro nombre PT Indosat Multimedia Mobile (IM3) para establecer una red GPRS a nivel nacional, una novedad en Indonesia. En 2003, se fusionó con sus tres subsidiarias (Satelindo, IM3 y Bimagraha) y se convirtió en un operador de red móvil.

### 2003–2009

Logo entre 2003 y 2005

Logo entre 2005 y 2015

Indosat logró obtener una licencia para operar una red 3G en Indonesia e introdujo un servicio 3.5G en Yakarta y Surabaya. 
En 2009, Qtel compró el 24,19% de las acciones de la serie tipo B y se convirtió en el principal accionista de Indosat poseyendo el 65%. Y se les concedió el uso de más frecuencias 3G más tarde ese mismo año. Indosat también ganó una licitación de WiMAX del gobierno durante este período.

### 2012–2020
En 2014, Indosat lanzó un servicio 4G en 900 MHz, con una velocidad de descarga de hasta 42 Mbit/s para su venta. Este servicio se implementó primero en las principales ciudades indonesias, con expansiones a zonas rurales. En noviembre de 2015, Indosat cambio su nombre a Indosat Ooredoo.

En 2016, Indosat se asoció con el servicio de música en línea Spotify para convertirse en el primer operador en ofrecer Spotify en Indonesia. 

Logotipo de Indosat Ooredoo, utilizado desde el 3 de octubre de 2019 hasta el 4 de enero de 2022. A diferencia del logo usado desde 2015 hasta 2019 los bordes amarillos son más reducidos

### 2021-presente
En enero de 2021, Indosat anunció que el negocio de satélites ya no lo ofreceria.  En septiembre de 2021, Indosat anunció que se fusionaría con la filial asiática de CK Hutchison Holdings Hutchison Asia Telecom Group /Garibaldi Thohir, PT Hutchison 3 Indonesia (que opera redes de 3 en Indonesia) para crear Indosat Ooredoo Hutchison (IOH). La fusión se cerró el 4 de enero de 2022 y así nació Indosat Ooredoo Hutchinson

## Subsidiarias

### Actualmente
- - Lintasarta [id] es una empresa indonesia proveedora de telecomunicaciones y datos. La empresa es mayoritaria de Indosat Ooredoo; el resto de las acciones pertenecen a diversas instituciones, como fundaciones y cooperativas. La empresa ofrece diversos servicios de soluciones de internet terrestres (alámbricas e inalámbricas) y VSAT con múltiples plataformas como Clear Channel , Frame Relay e IP. También ofrece servicios de internet dedicado y funciona como centro de datos.

### Anteriores
- PT Indosat Mega Media (Indosat-M2) es una empresa propiedad 100% de PT Indosat Tbk, el cual es proveedor de servicios de telecomunicaciones en Indonesia. Ha estado operativo desde el año 2000 en el desarrollo y aplicación de servicios y productos basados en IP, Internet y multimedia en Indonesia.

## Accionistas
(Actualizado al 4 de enero de 2022):
- Ooredoo Hutchison Asia (65,6%), conjunto entre Ooredoo y Hutchison Asia Telecom Group
- El Gobierno de Indonesia (9,6%)
- Público, incluido PT Tiga Telekomunikasi Indonesia, propiedad conjunta de Garibaldi Thohir y Northstar Group (24,8%) [8]